# Eric Born
Eric Born (ur. 31 sierpnia 1970) – szwajcarski judoka. Olimpijczyk z Barcelony 1992, gdzie zajął 36. miejsce w wadze półlekkiej.
Wicemistrz świata w 1993 i siódmy w 1991. Startował w Pucharze Świata w latach 1991–1993. Mistrz Europy w 1991; siódmy w 1989. Mistrz Europy juniorów w 1990; trzeci w 1989 roku.

## Letnie Igrzyska Olimpijskie 1992
| Konkurencja | Eliminacje               | Klas. końcowa |
| Konkurencja | Przeciwnik I             | Miejsce       |
| ----------- | ------------------------ | ------------- |
| 65 kg       | Benoît Campargue (FRA) P | 36.           |